# Fortaleza Zhongma
La Fortaleza Zhongma, campo de prisioneros de Zhong Ma o Unidad Tōgō, fue una instalación para investigaciones sobre guerra biológica construida por el Ejército de Kwantung en Beiyinhe, en las afueras de Harbin, Manchukuo, durante la Segunda guerra sino-japonesa. Sirvió como un centro para llevar a cabo experimentos sobre seres humanos, pudiendo albergar hasta 1.000 prisioneros. En 1937 la instalación fue destruida y las operaciones de experimentación fueron transferidas a Pingfang a cargo del Escuadrón 731. 

## Trasfondo
En 1930 Shirō Ishii, investigador del Ejército Imperial Japonés centrado en la guerra biológica y la guerra química, solicitó al Ministerio de Guerra el inicio de un programa de armas biológicas. Con el apoyo del Ministro de Guerra Sadao Araki y el rector de la Universidad Médica del Ejército de Tokio, Koizumi Chikahkiko, se inició un programa de armas biológicas bajo la cubierta de un nuevo departamento de inmunología. Ishii empezó su investigación sobre guerra biológica como jefe del "Laboratorio de investigación de prevención de epidemias". A pesar de que era parte de su agenda proteger a las tropas japonesas de enfermedades, el principal objetivo del departamento era desarrollar un medio eficaz de esparcir epidemias. Animado por los resultados preliminares con animales de laboratorio, Ishii buscó replicar estos resultados en seres humanos. Debido a problemas de confinamiento y consideraciones éticas, los experimentos con seres humanos no podían llevarse a cabo en su laboratorio de Tokio.
En 1932, el Ejército Imperial Japonés invadió Manchuria después del Incidente de Mukden. La subsecuente ocupación de Manchuria proveyó un ambiente adecuando para la investigación de Ishii, ya que los sujetos de prueba "podían ser arrebatados de las calles como ratas". Ishii reubicó su laboratorio en una instalación militar cerca de Harbin. Sin embargo, la instalación estaba demasiado cerca a un área altamente poblada como para ser capaz de llevar a cabo investigaciones clandestinas sobre guerra biológica. Por lo cual Ishii seleccionó una segunda ubicación a unos 100 km al sur de Harbin, en el pueblo de Beiyinhe. Este era un pueblo difuso de unos 300 hogares, conocido entre los lugareños como Ciudad Zhong Ma. Los habitantes fueron evacuados a la fuerza y su pueblo fue incendiado, excepto un gran edificio adecuado para emplearse como cuartel general.

## Descripción
La nueva instalación tenía parapetos de tierra de 3 m de alto rematados con alambre de púa electrificado y un foso con puente levadizo que rodeaba a los edificios. Había cientos de habitaciones y pequeños laboratorios auxiliares, oficinas, barracones y comedores, depósitos y arsenales, crematorios y las celdas para los prisioneros. Por necesidad, los japoneses se vieron obligados a reclutar obreros chinos para construir la instalación. Pero debido al secretismo, los obreros debían usar anteojeras para que solamente puedan ver pequeñas partes de la instalación, además de ser escoltados por guardias armados. Aquellos que trabajaron en las áreas más importantes de la instalación, tales como el interior de los laboratorios médicos cercanos a las celdas, fueron ejecutados una vez que la edificación estuvo lista para asegurar su secreto. Los prisioneros encerrados en Zhongma incluían delincuentes comunes, bandoleros capturados, partisanos antijaponeses, así como prisioneros políticos y personas detenidas arbitrariamente por el Kempeitai en redadas o bajo cargos falsos.

### Experimentos con seres humanos
Se llevaron a cabo una variedad de experimentos médicos sobre los prisioneros de la Fortaleza Zhongma. Estos eran habitualmente bien alimentados con su usual dieta de arroz o trigo, con carne, pescado y a veces hasta bebidas alcohólicas - para poder iniciar los experimentos con los sujetos en buen estado de salud. En muchos casos, a los prisioneros se les drenó la sangre en el transcurso de varios días, manteniendo cuidadosos reportes sobre el deterioro de su condición física. Otros fueron sometidos a experimentos de privación de alimento y agua. También se les inyectaron diversas bacterias, entre estas la yersinia pestis. Las hojas de datos revelan que en al menos una ocasión, después que los prisioneros desarrollaron una fiebre de 40°C, fueron viviseccionados mientras estaban inconscientes.
La expectativa de vida promedio de un prisionero en Zhongma era de un mes. Los prisioneros que sobrevivían a los experimentos, pero que eran considerados muy débiles para seguir siendo empleados como cobayas, eran ejecutados. Se estima que la instalación mantuvo unos 500-600 prisioneros, con una capacidad de más de 1.000.

### Clausura
En agosto de 1934, durante el tradicional festival de verano, se les dieron a los prisioneros raciones especiales. Un prisionero, llamado Li, logró someter a su guardián, tomar las llaves y liberar a unos cuarenta prisioneros. Aunque sus piernas estaban encadenadas, sus brazos estaban libres y los prisioneros fueron capaces de trepar los parapetos. Una lluvia torrencial había dejado sin electricidad a la instalación, desactivando los reflectores y la alambrada electrificada. Unos diez fugados fueron abatidos a balazos por los guardias; otros fueron recapturados o murieron de frío, pero varios lograron escapar e informaron de los crímenes contra la humanidad llevados a cabo por Shirō y sus subordinados. Aunque el Kuomingtang hizo caso omiso de estos informes, la Fortaleza Zhongma fue cerrada y sus actividades se transfirieron a una nueva ubicación más cercana a Harbin llamada Pingfang (Heibo), que llegó a ser conocida como Escuadrón 731. El testimonio de uno de los evadidos, Ziyang Wang, fue recopilado por Xiao Han, director del Museo de Pingfang, en la década de 1980. La novela gráfica Maruta 454 (2010), por Paul-Yanic Laquerre, Song Yang y Pastor, describe el escape de 12 prisioneros chinos de la Unidad Tōgō, basada en el testimonio de Wang.